# Las Carolinas
Las Carolinas är en ort i Mexiko.   Den ligger i kommunen Mazatán och delstaten Chiapas, i den sydöstra delen av landet, 900 km sydost om huvudstaden Mexico City. Las Carolinas ligger 21 meter över havet och antalet invånare är 147.
Terrängen runt Las Carolinas är mycket platt. Runt Las Carolinas är det ganska glesbefolkat, med 34 invånare per kvadratkilometer. Närmaste större samhälle är Huehuetán, 15,6 km nordost om Las Carolinas. Trakten runt Las Carolinas består till största delen av jordbruksmark.